# Rineloricaria lanceolata
Rineloricaria lanceolata (Рінелорікарія струнка) — вид риб з роду Rineloricaria родини Лорікарієві ряду сомоподібні. Інші назви «темна рінелорікарія», «перуанська рінелорікарія».

## Опис
Загальна довжина сягає 9,5 см. Голова сплощена зверху, у самців зі щетинками. У самця при погляді зверху голова більш коротка й широка, у самиць — вужча й подовжена. Морда сильно витягнута. З її боків присутні подовжені одонтоди (шкіряні зубчики). Рот являє собою присоску. Тулуб подовжений, вкритий кістковими пластинками. Хвостове стебло сильно витягнуте. Черево пласке. У самця спинний плавець високий із зігнутим крайнім променем. Грудні плавці широкі, на їх променях та шипах у самців є одонтоди. Черевні плавці дорівнюють розміри грудних плавців. Жировий плавець відсутній. Анальний плавець невеличкий, витягнуто донизу. Хвостовий плавець вільчатий, нижній та верхні промені подовжено.
Спина жовто-коричневого кольору, боки — чорнувато-оливкові з вузькими жовто-коричневими смугами та коричнево-чорними плямами. На голові від очей до кінчику морди тягнуться по 2 темні смуги з кожного боку. Плавці з темними плямами. Перші промені спинного, грудних і черевних плавців з кільцями жовтого та чорного, що розташовані почергово.
У самцях під час нересту збільшуються одонтоди на зябрових кришках і грудних плавцях. Нерест парний. Самиця відкладає ікру у довгі порожнини. Самець охороняє кладку.

## Спосіб життя
Зустрічається у річках, струмках з піщаним ґрунтом. Вдень та під час небезпеки заривається до піску, на поверхні залишаються лише очі. Активна в присмерку. Живиться переважно детритом та дрібними водними організмами, в акваріумі — рослинною їжею.

## Розповсюдження
Мешкає у нижній частині річки Амазонка.